# Rue Antoine-Vollon
La rue Antoine-Vollon est une voie située dans le 12e arrondissement de Paris, en France.

## Situation et accès
Cette rue, rectiligne et longue d'environ 100 mètres, est bordée d'un côté par le square Trousseau qu'elle longe en totalité, et de l'autre par des immeubles post-haussmanniens du début du XXe siècle. La station de métro la plus proche est celle de Ledru-Rollin (ligne 8) au croisement de l'avenue Ledru-Rollin et de la rue du Faubourg-Saint-Antoine.

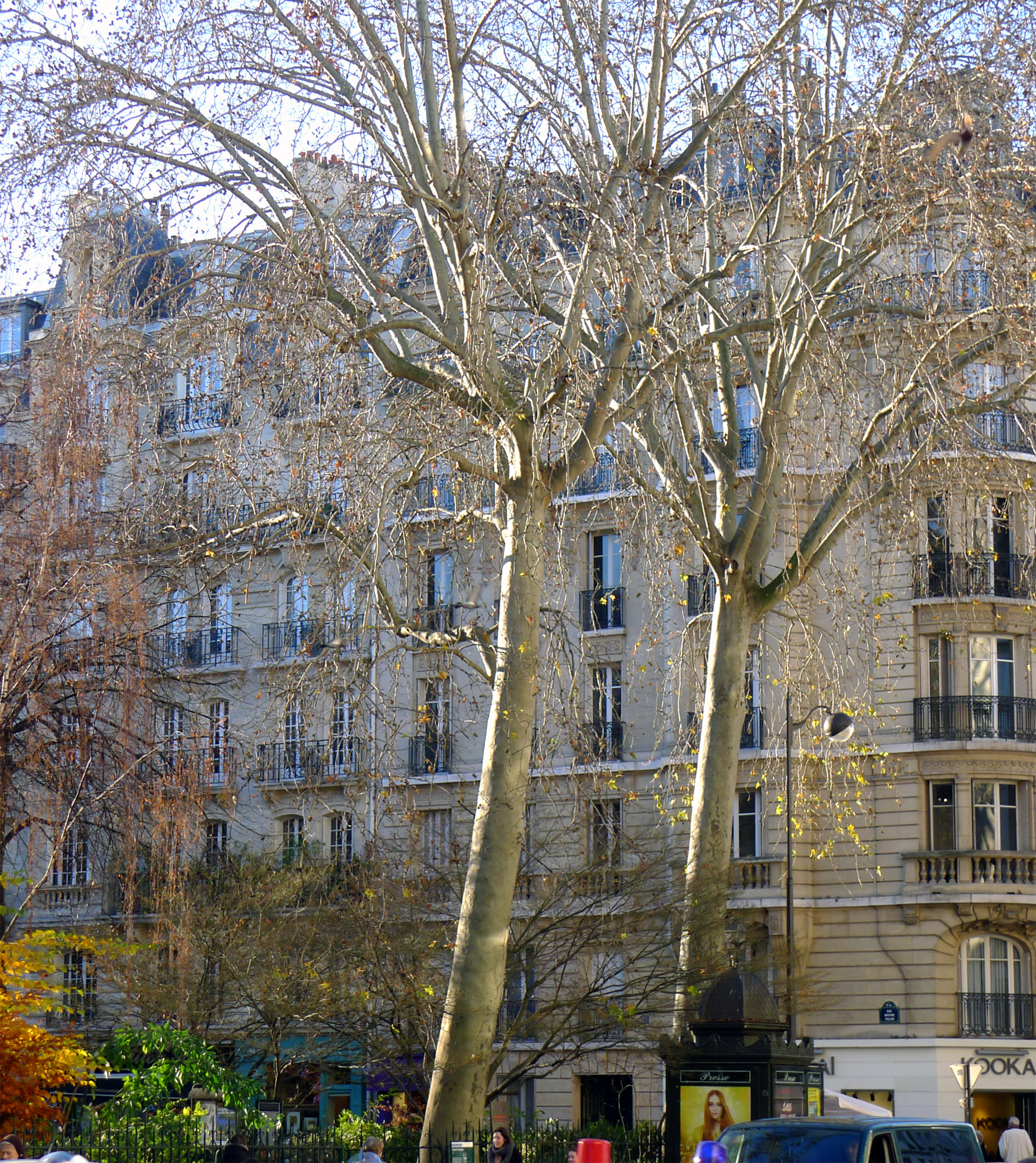
Immeuble haussmannien de la rue vu depuis la rue du Faubourg-Saint-Antoine.
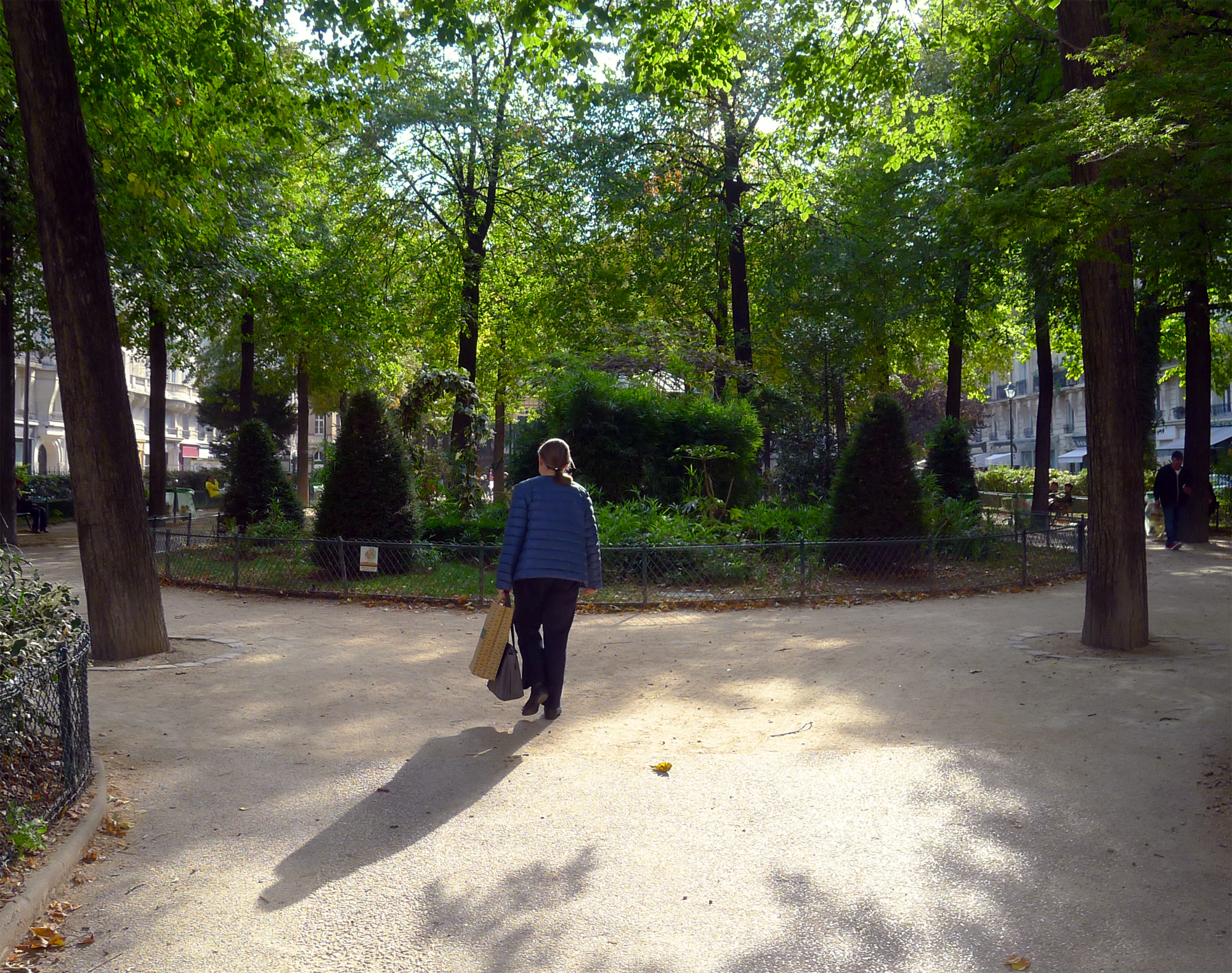
Le Square Trousseau.
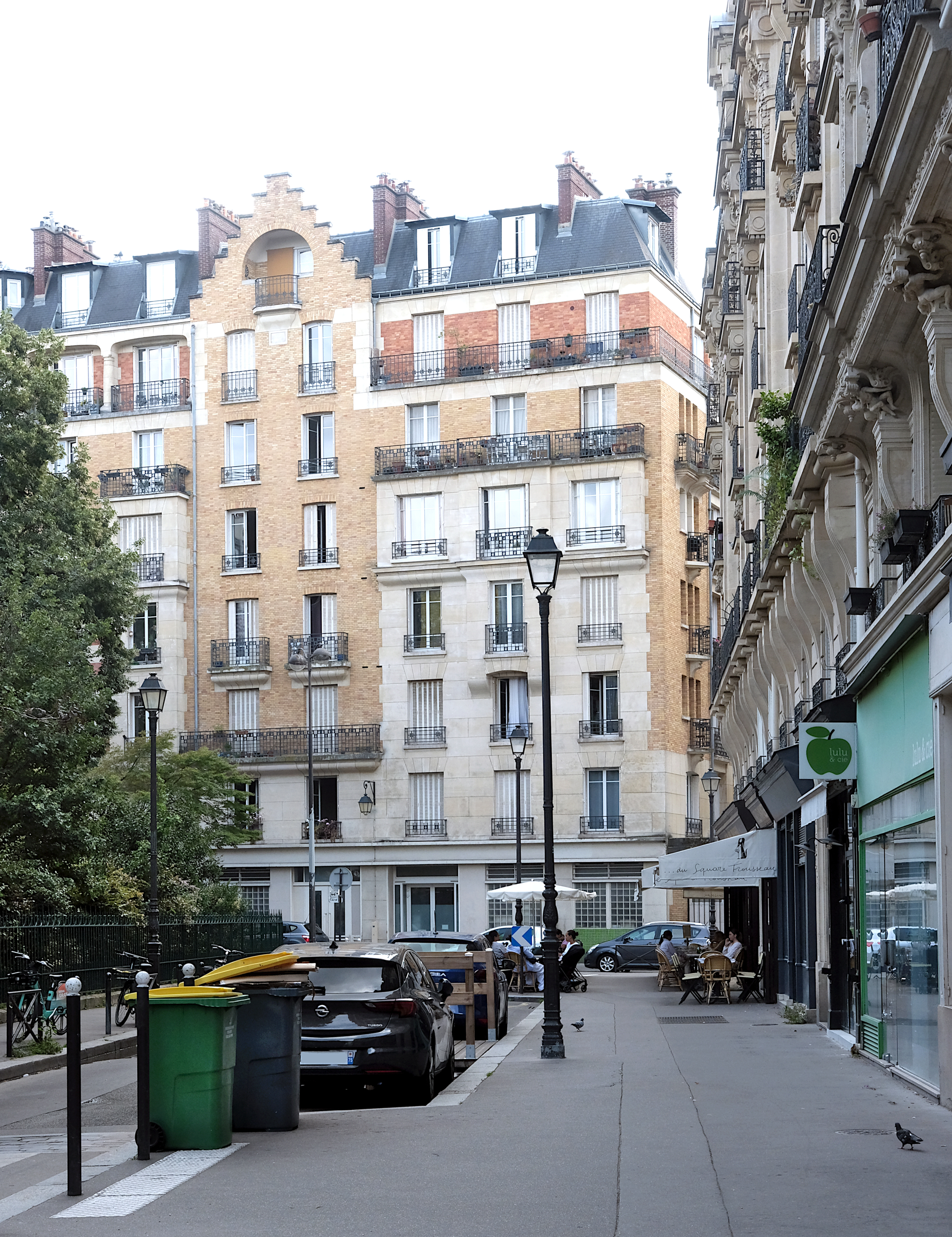
Rue vue en direction de la rue Théophile-Roussel.

## Origine du nom
Elle porte le nom du peintre français Antoine Vollon (1833-1900).

## Historique

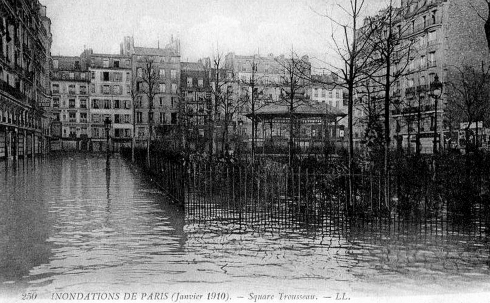
La rue Antoine-Vollon lors de l'inondation de 1910.

La rue est ouverte en janvier 1904 sur les terrains de l'ancien hôpital Trousseau et prend sa dénomination par arrêté du 5 avril 1904.

## Bâtiments remarquables et lieux de mémoire
- La rue longe le square Trousseau.

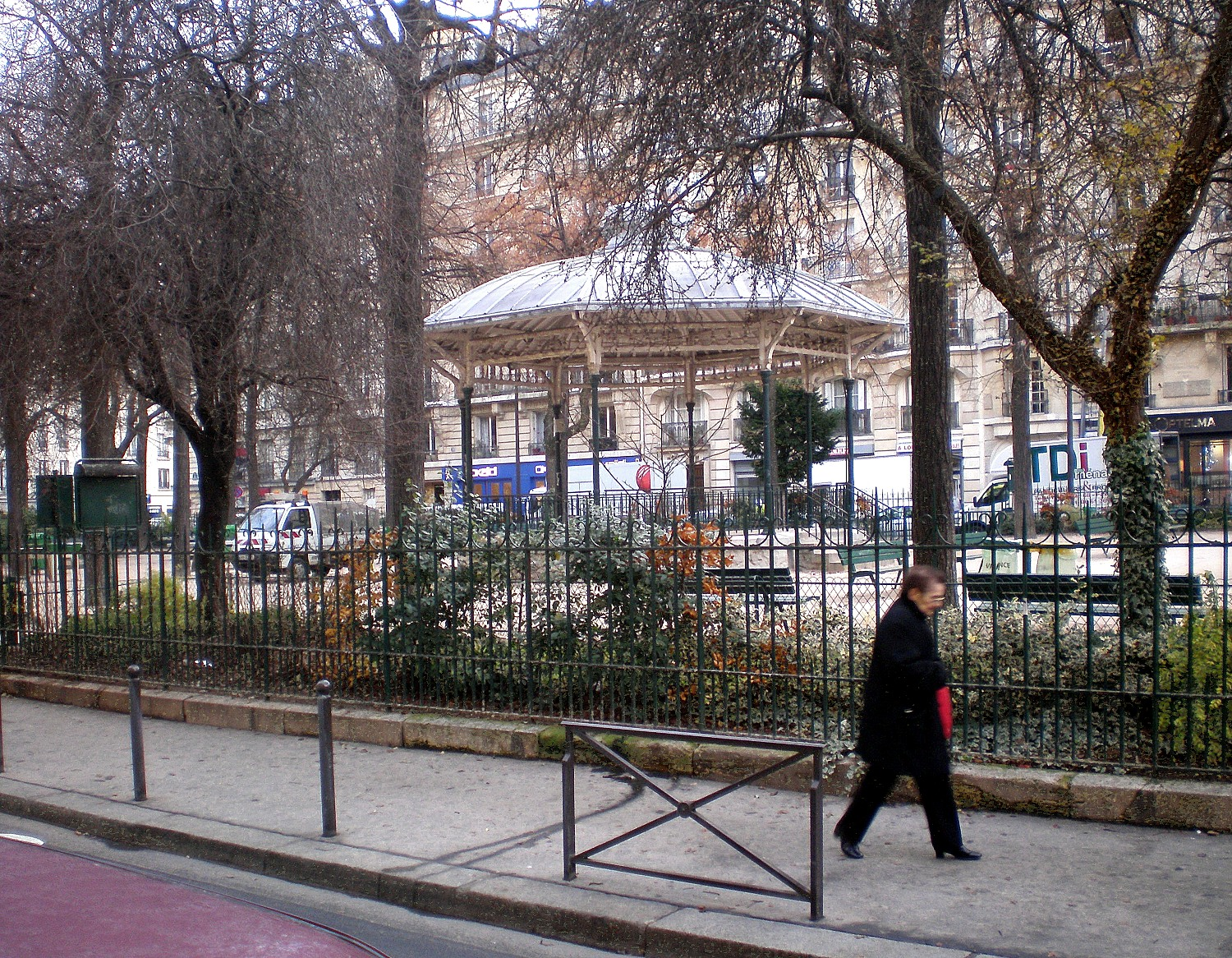

- Au 1, le café-restaurant, "Le square Trousseau", datant de 1907.

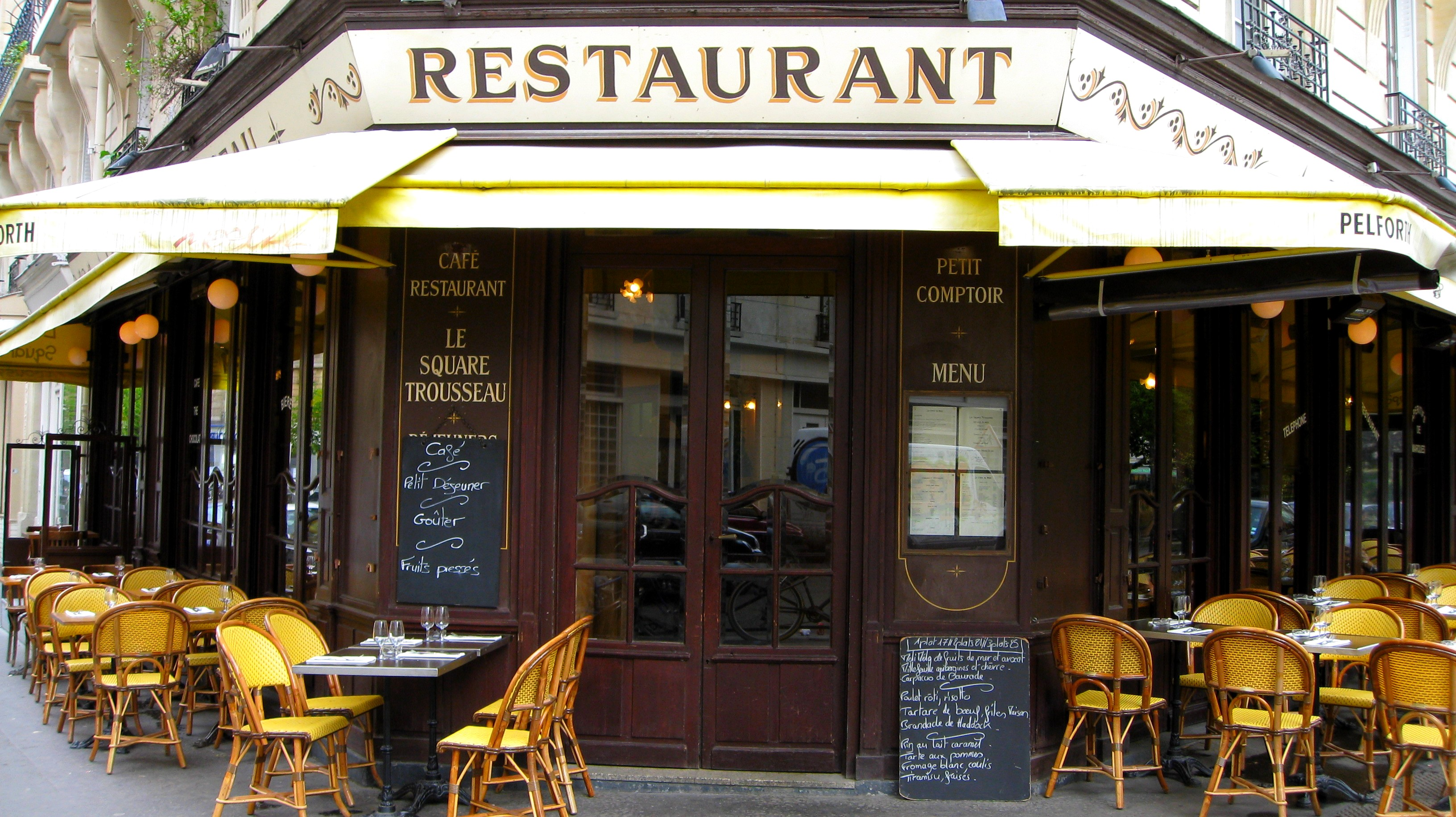
Entrée.
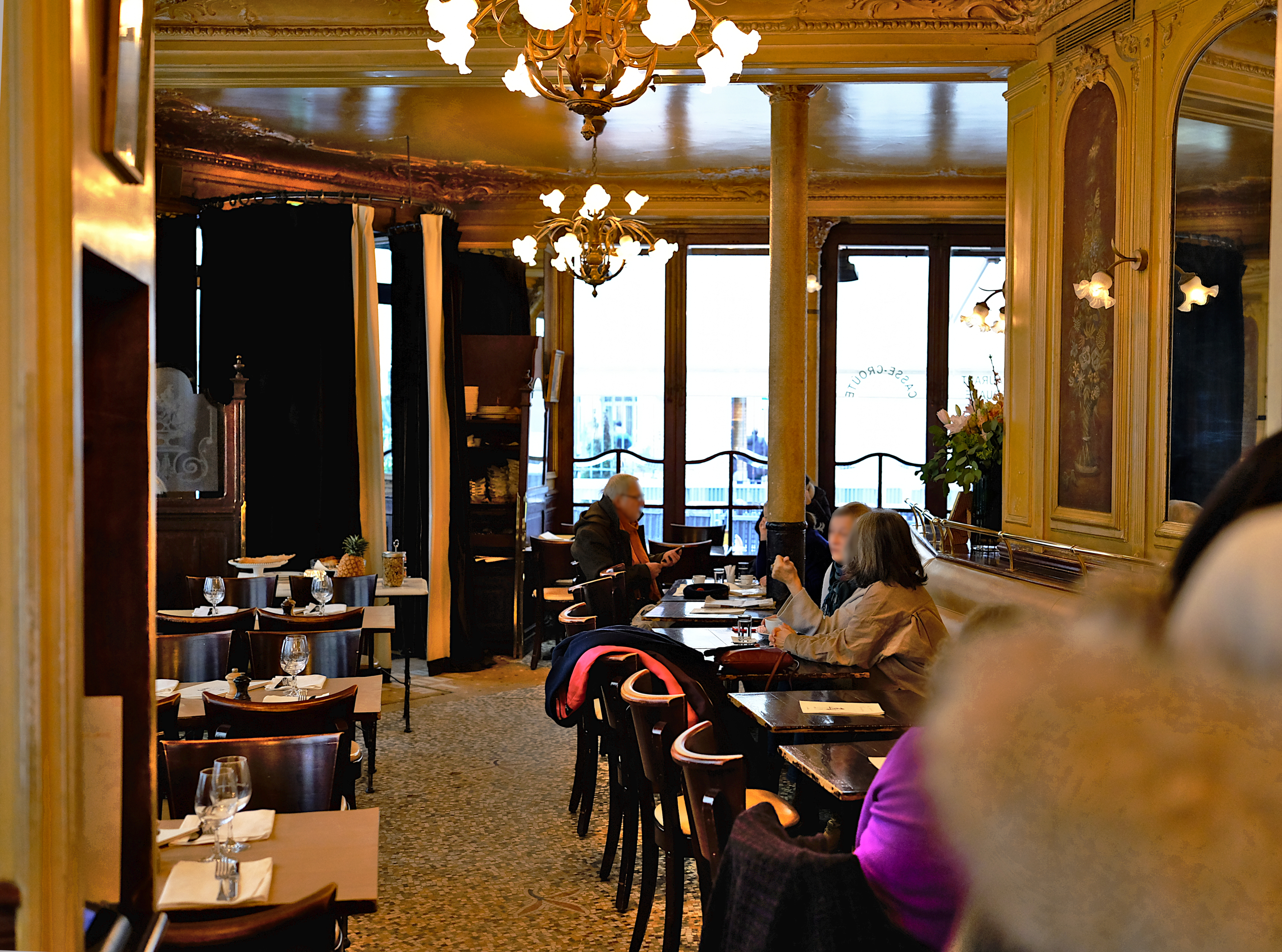
Intérieur.

- Au 5 rue Antoine-Vollon, immeuble construit en 1905 par Achille Champy avec des sculptures réalisées par Jules-Hector Despois de Folleville (1848-1929).

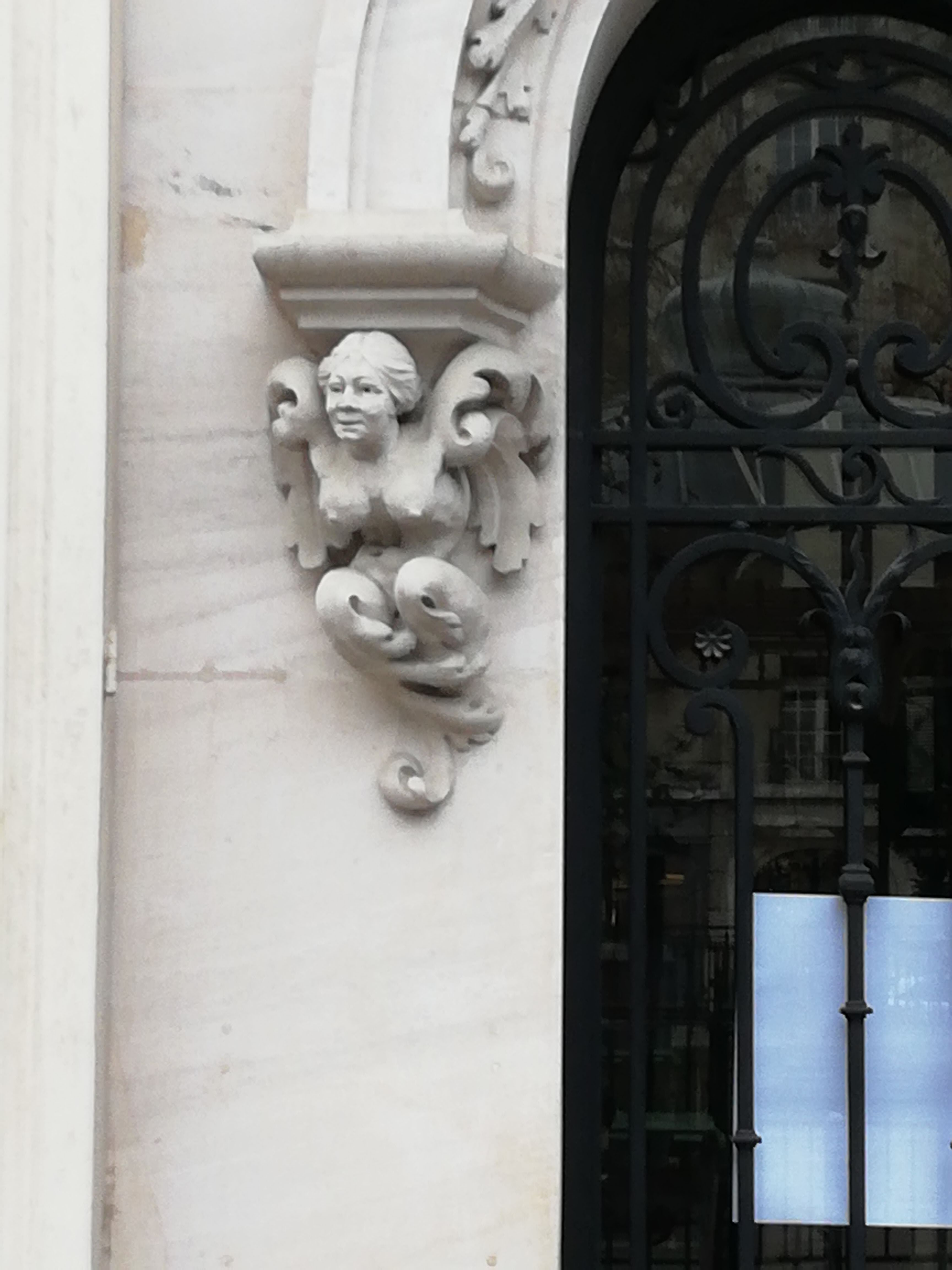
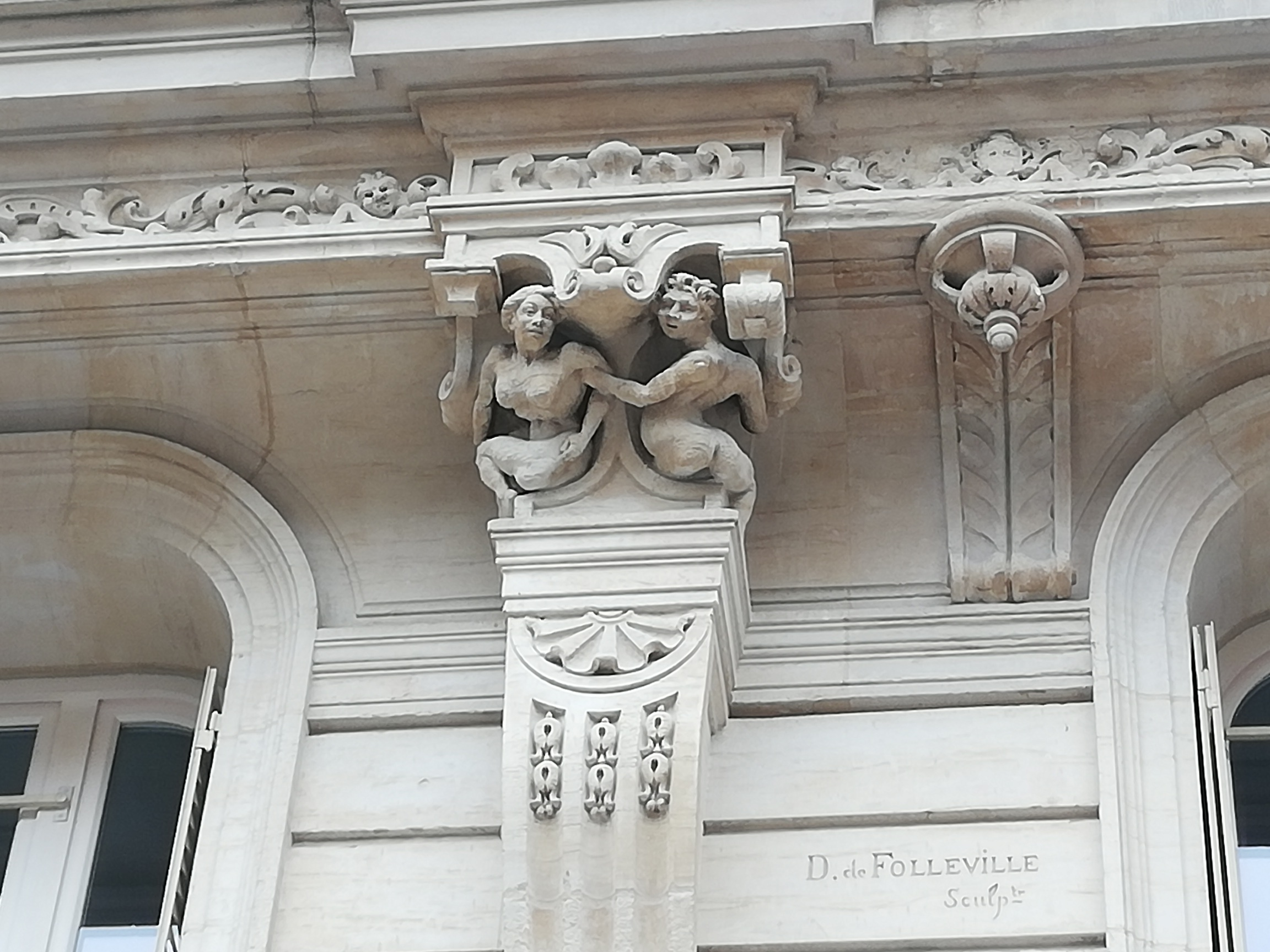
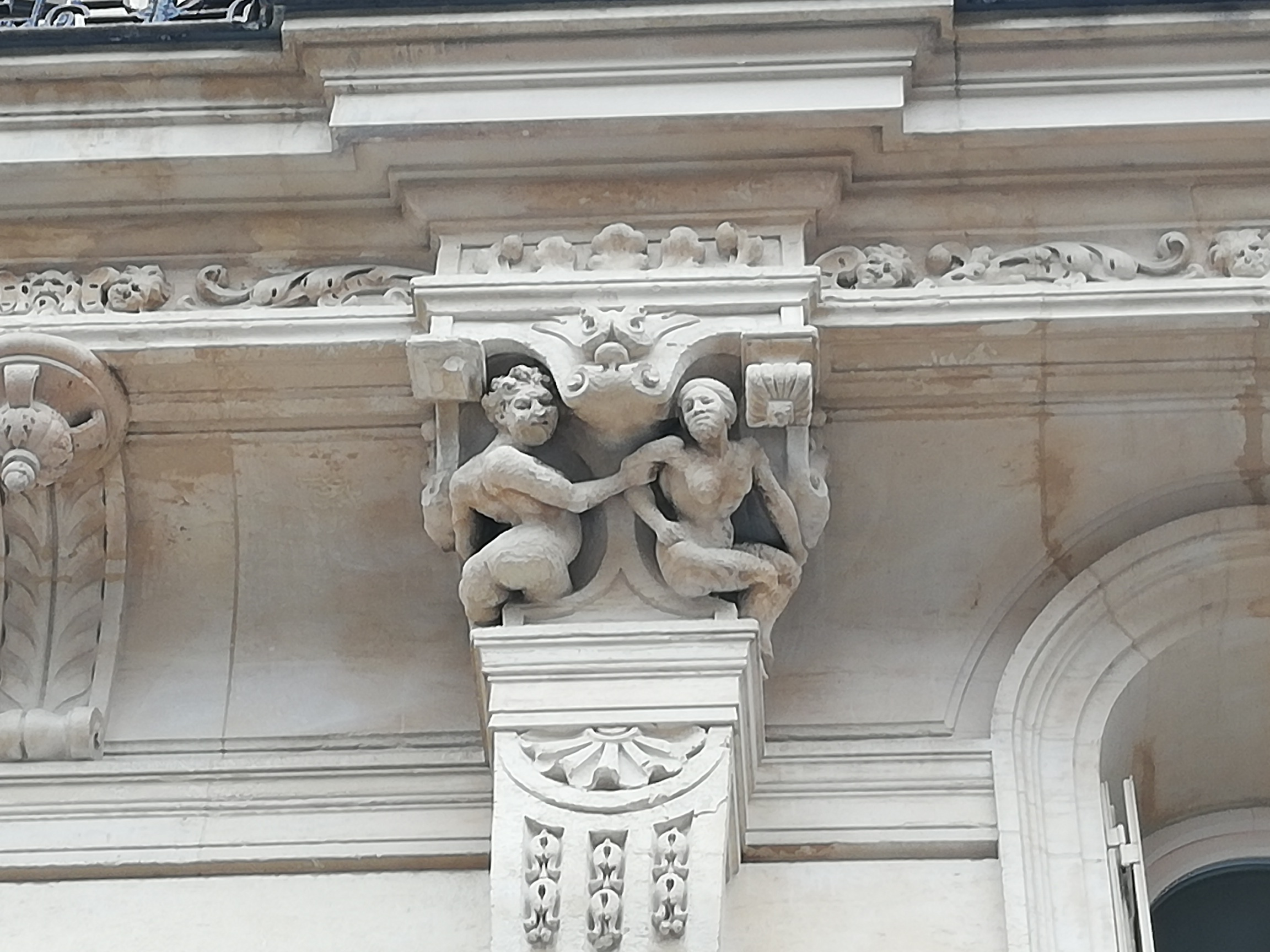
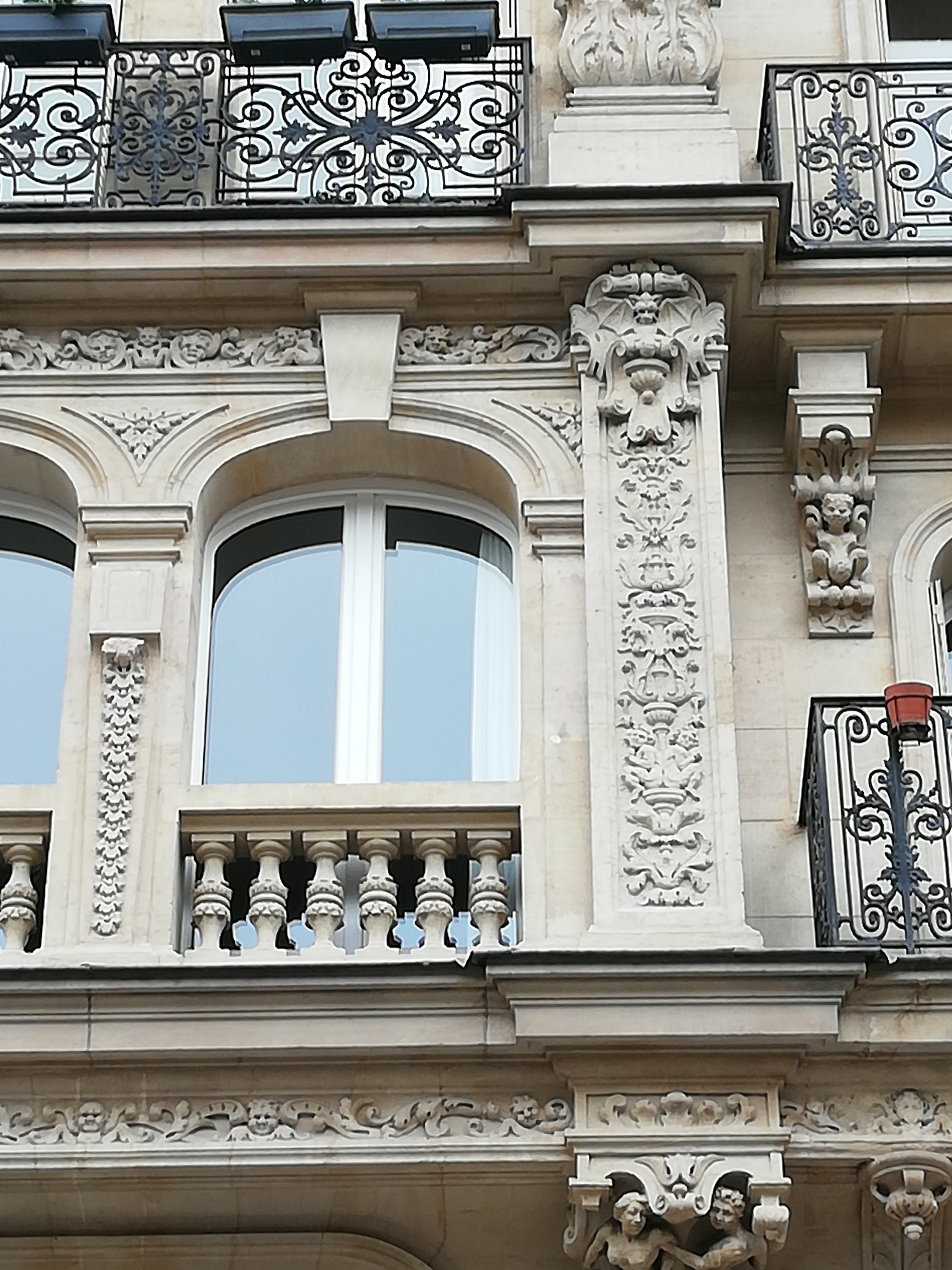